# 大葉絨蘭
大葉絨蘭（学名：Eria javanica）为蘭科絨蘭屬下的一个种。